# Eremophea
Eremophea es un género de plantas fanerógamas con dos especies pertenecientes a la familia Amaranthaceae.

## Taxonomía
El género fue descrito por Paul Graham Wilson y publicado en Flora of Australia 4: 326. 1984. La especie tipo es: Eremophea aggregata Paul G.Wilson	

## Especies aceptadas
A continuación se brinda un listado de las especies del género Eremophea aceptadas hasta octubre de 2012, ordenadas alfabéticamente. Para cada una se indica el nombre binomial seguido del autor, abreviado según las convenciones y usos.
- Eremophea aggregata Paul G.Wilson
- Eremophea spinosa (Ewart & O.B.Davies) Paul G.Wilson